# Șoimii Sibiu
Șoimii Sibiu a fost un club de fotbal din orașul Sibiu care a evoluat și în Divizia A. Echipa a fost înființată în 1913 și a dispărut în 2001.

## Istoria
Oficial, la 1 octombrie 1913 ia ființă Societatea de gimnastică, sport și excursii ȘOIMII Sibiu. Echipa de fotbal s-a înscris prima dată în campionat in 1914, în primii ani a participat în campionatul regional, calificându-se în patru rânduri la turneul final elimibatoriu al campioanelor de regiuni. Cel mai bun rezultat la acest nivel a fost înregistrat în sezonul 1927-1928, când a eliminat în sferturile de finală pe Chinezul Timișoara, de șase ori campioană a României, dar în semifinale este eliminată prin neprezentare. Șoimii ar fi trebuit să se deplaseze la Lupeni pentru meciul cu Jiul dar n-au avut bani de deplasare.
Odată cu crearea campionatului național divizionar, în 1932, Șoimii a făcut parte din Divizia A, dar în 1934 a retrogradat în al doilea eșalon. Între 1934-1939, echipa evoluează în Divizia B, de unde retrogradează în campionatele regionale. După Al Doilea Război Mondial, Șoimii apare în Divizia C, promovând imediat în a doua divizie (1946-47).
În 1947 are loc fuziunea cu echipa Sportul CFR Sibiu, în ediția 1947-48 a Diviziei B participând sub numele Șoimii CFR. În sezonul următor, echipa obține promovarea în Divizia A, unde, cu o nouă denumire, Locomotiva Sibiu, nu rezistă decât un an. Sibienii ar fi putut rămâne în prima divizie dacă ar fi învins în ultima etapă Partizanul Petroșani dar cedează, pe teren propriu, cu 1-0.
În Cupa României, Șoimii atinge de două ori consecutiv faza semifinalelor. În 1948-49 elimină, pe rând, CFR Cluj (6-1), ISS Hunedoara (2-0) și Muntenia Moreni (3-2) dar pierde în penultimul act în fața echipei care avea să câștige trofeul, CSCA București (Steaua), scor 0-5. Un an mai târziu, un parcurs similar: 4-2 cu CS Făgăraș, 2-0 cu Spartac BRPR, 1-0 cu Locomotiva Arad dar pierde în semifinale tot în fața CCA-ului, 2-0. În 1951, Locomotiva joacă în seria I a Diviziei B dar se clasează pe ultimul loc și retrogradează în Divizia C, și apoi în campionatul regional.
În următoarea perioadă, Sibiul va fi reprezentat în Divizia B de Metalul IMS Sibiu (fosta Arsenal Sibiu - fondată în 1939), care ratează promovarea în prima divizie în 1951, după ce se clasează pe locul 2, la doar două puncte de Metalul Câmpia Turzii. Echipa își va schimba succesiv numele în Înainte (1952), apoi Libertatea (1953), Progresul (1954), CSA Sibiu (1958), ASA (1959).
În toamna anului 1959, ia ființă CSM Sibiu care activează în primul an în campionatul regional dar din 1960 va lua locul echipei ASA Sibiu în divizia B în urma unor "măsuri pentru dezvoltarea fotbalului sibian".
După 13 ani de activitate în Divizia B, cu mai multe promovări ratate, CSM Sibiu avea să facă loc noului Fotbal Club Șoimii Sibiu, club creat la 5 octombrie 1973, la cererea și insistențele suporterilor din oraș, mai întâi în 1970, apoi în 1973, de a reveni la denumirea istorică. Astfel, de la jumătatea sezonului 1973/74, Șoimii preiau ștafeta veșnicei lupte pentru promovarea în prima divizie pe care o pierde încă din acest sezon, locul 2 la final, la 2 puncte în urma Chimiei Râmnicu Vâlcea.
În 1974/75, Șoimii termină pe 2 în urma lui FC Bihor, la 7 puncte distanță, iar în 1975/76 tot pe 2, după Corvinul Hunedoara, la 4 puncte diferență.
În 1981, echipa trece pe lângă Întreprinderea de Piese Auto Sibiu și își schimbă numele în FC Șoimii IPA Sibiu.
În sezonul 1983/84, Șoimii pierde promovarea în dauna lui FCM Brașov (10 puncte distanță), iar în 1984/85 se clasează din nou pe același loc 2 după Dinamo Victoria București, tot la 10 puncte în urmă.
Sezonul următor, 1985/86, Șoimii retrogradează în Divizia C și va părăsi stadionul Municipal (pe care va veni Interul, proaspăt promovat în "B") și se va muta pe stadionul IPAS (din 1990, Compa). Va reveni în B pentru 2 ani (1990-1992) dar până în 2000 vor fi alte promovări pierdute cu cântec, de data asta din C în B.
În 1999, clubul Șoimii va fi preluat de firma bucureșteană Danco, și ratează în ultimele etape promovarea în luptă cu Pandurii Tg. Jiu, chiar dacă o învinge în meciul direct de la Sibiu, în fața a 10 000 de spectatori. La jumătatea ediției următoare, 2000-2001, a Diviziei C, Danco va falimenta clubul și-l va retrage din campionat. În perioada imediat următoare se fac multe scenarii de a recrea un club nou dintr-o fuziune cu Interul (desființat în același an), avansându-se, printre altele, chiar denumirea Inter-Șoimii Sibiu, dar nimic nu se materializează.
În prezent, numele "Șoimii" este dus mai departe prin Clubul Sportiv Școlar Șoimii Sibiu, entitate înființată în 1968, și care activa în paralel cu Școala Sportivă Sibiu. CSȘ Șoimii Sibiu este, însă, un club exclusiv pentru juniori și nu are legătură cu Fotbal Club Șoimii Sibiu.

## Cronologia numelui
| Nume             | Perioada  |
| ---------------- | --------- |
| Șoimii Sibiu     | 1913–1947 |
| Șoimii CFR Sibiu | 1947–1948 |
| CFR Sibiu        | 1948–1950 |
| Locomotiva Sibiu | 1950–1973 |
| Șoimii Sibiu     | 1973–1981 |
| Șoimii IPA Sibiu | 1981–2001 |

## Palmares

### Competiții Naționale

#### Ligi:
```
 
Liga I
:
```

- Semifinale (1): 1927-1928
- Locul 7 (1): 1932-1933

```
Liga a II-a
:
```

Campioni (1): 1948–49
Vicecampioni (7): 1935–36, 1947–48, 1973–74, 1974–75, 1975–76, 1983–84, 1984–85
```
Liga a III-a
:
```

Campioni (1): 1989–90
```
 
Liga IV – Sibiu
:
```

Campioni (2): 1993–94, 1994–95

#### Cupe:
```
 
Cupa României
:
```

- Semifinale (2): 1948-49, 1950

## Foști jucători
| - Adrian Gabriel Szebin (1957-2020) - Gheorghe Rășinaru - Alexandru Apolzan - Cristian Pustai - Ilie Oană - Mircea Gabel - Ion Drăgan - Marian Bondrea - Marius Lungu - Lucian Ciobanu - Dan Curtean | - Dan Mărginean - Dan Călinescu - Nicolae Pescaru - Marin Radu II - Viorel Tănase - Vasile Rusu - Marin Radu - Mircea Bratu - Emil Bîrsan - Cornel Cașoltan - Nicolae Comăniciu | - Aurelian Beleaua - Gheorghe Șoarece - Marin Barbu - Dorin Barna - Florin Pampea - Alexandru Zotincă - Adi Munteanu (atacant) - Trifu Edmond |

## Foști antrenori
- Constantin Teașcă
- Ștefan Coidum
- Titus Ozon
- Liviu Coman
- Gheorghe Ola
- Nicolae Lupescu
- Pantelimon Bratu